# Doaa Khalil Assouad
Doaa Khalil Assouad (arabe : دعاء خليل أسود), née en 1990 en Irak et morte lapidée le 7 avril 2007, est une Irakienne appartenant à la minorité religieuse Yezidi. 
Âgée de 17 ans, elle est lapidée par les membres de sa communauté, dont des membres de sa famille, parce qu'elle aimait un musulman et était accusée de s'être convertie à l'islam pour l'épouser.
Ce meurtre a été filmé à l'aide de téléphones portables, puis diffusé sur Internet,.
Après avoir reçu plusieurs coups de pied, elle est frappée à mort à coups de pierres et de blocs de béton. La police irakienne, présente sur les lieux, n'est pas intervenue car il s'agissait d'un crime d'honneur.
Ce crime d'honneur est considéré comme ayant provoqué les attentats du 14 août 2007 à Qahtaniya qui ont fait près de 800 morts.

## Réactions
L'État islamique d'Irak a réagi à ce meurtre en déclarant vouloir venger la jeune fille. La maison du prince Tahsin Beg, chef spirituel des Yézidis, et le centre culturel yézidi d’Ain Sifni sont tous deux brûlés peu après.
Le 22 avril, des hommes armés arrêtent un minibus près de Mossoul. Ils font descendre les passagers kurdes, arabes (chiites, sunnites et chrétiens) et gardent les vingt-trois passagers yezidis qui sont fusillés contre un mur.
Début août 2007, des tracts signés de l'État islamique en Irak sont distribués dans la région de Sinjâr. Ces tracts rappellent le martyre d'Assouad et accusent les yézidis d’être des « adorateurs du Diable », des « infidèles », des « anti-musulmans », et préviennent de l’imminence d’un attentat. Le 14 août 2007, quatre camions-citernes explosent à quelques minutes d'écart à Qahtaniya (en), Jazeera et Tell Uzair, villages yézidis proches de Sinjâr. Ces attentats font 796 morts et plus de 1 500 blessés, et sont à ce jour les attentats les plus meurtriers après ceux du 11 septembre 2001. Ils n'ont pas été revendiqués,.